# Осада Ла-Фера (1580)
Осада Ла-Фера (фр. siège de La Fère) 7 июля — 12 сентября 1580 — операция французских королевских войск в ходе Седьмой религиозной войны.

## Конфликт
Конфликт из-за Ла-Фера был вызван претензиями принца Конде на губернаторство в Пикардии, стратегически важной провинции на границе с Испанскими Нидерландами и расположенной неподалеку от имперской территории. Секретные статьи Бержеракского мира 1576 года предусматривали возвращение принцу губернаторства, но в Пикардии было сильное католическое движение, активно этому противившееся, а правительство Генриха III опасалось передавать этот район под управление одного из лидеров французских протестантов, вместо этого назначив Конде губернатором Сен-Жан-д’Анжели в Сентонже, находящемся далеко от границ королевства.
Конде был недоволен такой неравноценной заменой, а переговоры протестантов с королевским двором в 1578—1579 годах также не привели к удовлетворению его требований, после чего принц решил действовать самостоятельно. В ноябре 1579 в компании двух дворян, переодетый, он покинул Сен-Жан-д’Анжели и инкогнито прибыл в замок Мои в 12 км от Ла-Фера, куда его сторонники Жюмель и Жен тайно привели более восьмидесяти дворян. На состоявшемся в замке совещании было решено внезапным нападением захватить соседний город Ла-Фер, губернатор которого Мишель де Гуи, сеньор д'Арси, в этот момент отсутствовал.

## Захват Ла-Фера
Охрану городских ворот несли небрежно, и 29 ноября принц повел своих людей к городу. Передовая группа де Жена из пяти дворян отвлекла девятерых стражников-инвалидов разговором, затем на землю упало несколько золотых экю, солдаты бросились их собирать, и тогда раздался выстрел из аркебузы, служивший сигналом к атаке. Стражники пытались применить оружие, но дворяне их скрутили, не дав поднять мост, после чего основные силы Конде овладели воротами. Принц немедленно направился к городскому замку и помешал его гарнизону принять меры к обороне.
Найдя мэра города Никола Леклера, Конде приказал собрать видных горожан, которым объявил, что становится губернатором города по королевскому приказу и гарантировал поддержание порядка. Сменив стражу на воротах и валах, он приказал свезти все оружие в замок, где и расположился. На следующий день он известил короля о своем прибытии в Пикардию. Губернатор д'Арси также написал Генриху о захвате города и король, не желая обострять конфликт, предписал ему ехать к принцу и подчиняться ему, как губернатору провинции.
Конде набрал восемь рот и принял меры к укреплению обороны, распорядившись возвести новые фортификации, в том числе по равелину перед Ланскими, Сен-Кантенскими и Парковыми воротами и четвертый равелин на куртине между Парковыми воротами и Люксембургским бастионом. По словам Агриппы д'Обинье, эти наспех сооруженные из земли и бревен укрепления давали защиту не большую, чем крепостной ров.
В декабре в Ла-Фер прибыла лично королева-мать, возвращавшаяся с переговоров с протестантами Юга Франции, но ее попытка убедить Конде вернуться в Сентонж провалилась. Надежды принца на то, что захваченный город станет местом сбора его сторонников, также не оправдались. Силы гугенотов собирались медленно, поэтому Конде решил совершить вояж по Нидерландам и Германии, чтобы навербовать наемников за границей. 20 мая 1580 он покинул город с тремя спутниками, оставив Мои в качестве королевского наместника, а Ла-Персона как губернатора Ла-Фера.

## Осада
Оказавшись перед угрозой иностранного вторжения Генрих III решил более не медлить и приказал маршалу Матиньону осадить Ла-Фер, чтобы отнять у мятежников базу для их предполагаемых операций. Д'Обинье пишет, что на эту осаду поехала вся знатная придворная молодежь, а поскольку сезон благоприятствовал, аристократы, такие как будущие герцоги д'Эпернон и де Жуайёз, прибыли в роскошных каретах и ни в чем себе не отказывали. В результате вся операция получила насмешливое название «бархатной осады» (siège de velours).
Крепость была обложена 7 июля, а с 22-го (дня святой Магдалины) начались небольшие перестрелки в пригородах, которые гарнизон затем покинул, предав огню. 23-го осажденные предприняли вылазку со стороны деревни Анделен и аббатства Ле-Кальвер, но были отражены и преследуемы кавалерийским эскадроном Шарля де Альвена, сьёра де Пьена, который загнал их обратно в город.
Через два дня гарнизон устроил новую вылазку, во время которой были опасно ранены два полковника королевской армии, а следующей ночью сын сьёра де Пьена Флоримон д'Альвен, маркиз де Меньеле, был при неизвестных обстоятельствах ранен выстрелом из аркебузы.
15 августа осадная артиллерия начала обстрел Люксембургского бастиона и через четыре дня эта важная позиция была взята. Затем королевские войска начали атаки со стороны занятого ими Сен-Кантенского предместья, проложив траншеи а направлении старого Вандомского бастиона, прикрывавшего ворота. Заполнив ров и обрушив на защитников огонь из кулеврин, части Матиньона овладели бастионом. Дух обороняющихся, которым неоткуда было ждать помощи, после этой неудачи упал окончательно, и когда Матиньон, информированный шпионами о положении в городе, назначил на 12 сентября общий штурм, гугеноты не стали его дожидаться и в тот же день сдались на почетную капитуляцию. По ее условиям, согласованным Жюмелем и Луи де Арле, сьёром де Монгла, знать и офицеры покидали город на лошадях и с оружием, солдаты со шпагами и байонетами и правом уйти в любом направлении. Маршал оставил в Ла-Фере сильный гарнизон под командованием капитанов де Букенвиля и д'Эпине.

## Последствия
Потери осаждающих составили 4000 убитыми, осажденных — 800 человек. Говорили, что во время этой операции во Франции впервые был применен обстрел калеными ядрами. Политических последствий эта осада не имела, так как принц Конде находился за границей и его интересы не были учтены при заключении Ле-Флекского мира, завершившего Седьмую религиозную войну. Город оставался под властью короля до 1589 года, когда его внезапным нападением захватили войска Католической лиги, а затем туда был введен испанский гарнизон. Генриху IV удалось вернуть Ла-Фер после длительной осады в 1596 году.
В ходе осады были ранены двое миньонов, а граф де Грамон смертельно ранен, поэтому при дворе, по словам Пьера де Л'Этуаля, прозвали эту крепость зверем, пожирающим миньонов, и были опубликованы посвященные этой осаде латинские стихи (In catamithos obsides. Urbs Feræ. 1580):
Quo ruitis, juvenes, quibus haud est ultima vitam
Servare incolumem cura? Cavete Feram.
Saevit, et errantes passim Fera pessima sistit:
Multiplici adversos quos ferit ore, necat.
Arcior in juvenes, quibus est et forma cutisque
Pulchrior, hæc rabidæ gratu fit esca Feræ.
Est elegans testis jam Darquius, esseque Martis
Non eadem et Veneris saucius arma docet;
Cui pila imberbes transfigens, dentibus ore
Excussis septem, fœdat utrinque genas.
Bombardæ valido læsus Grammontius ictu,
Secedit moriens urbeque et orbe simul.
Mayus hostili plumbo sub frontis inermis
Percussus medium, spe studiisqie cadit.
Regis amore potens, oculo Valletus in imo
Obsessæ sensit noxia tela Feræ.
Qui Do nomen habet, capiendi strennuus auctor,
Vulnera me capiat, longius urbe latet.
Hinc procul, hine juvenes. Sua nam qui terga tueri
Non potuit, vix vix anteriora potest.

## Комментарии
1. ↑  В то время именовался сьёром д'Арком. В ходе этой осады 18 июля был ранен: пуля выбила ему семь зубов и кусок челюсти